# Acanthiza cinerea
Acanthiza cinerea е вид птица от семейство Acanthizidae.

## Разпространение
Видът е разпространен в Индонезия и Папуа Нова Гвинея.